# Gobuntu
Gobuntu – odmiana dystrybucji Ubuntu pozbawiona niektórych nie do końca wolnych aplikacji. Tworzona z myślą o wykorzystaniu tylko programów o otwartym kodzie źródłowym i dystrybucji wolnej od patentów i innych restrykcji.